# Крис Сандърс
Кристофър Майкъл Сандърс (на английски: Christopher Michael Sanders) е американски режисьор, сценарист, продуцент, илюстратор и озвучаващ актьор. Неговите филми включват „Лило и Стич“ (2002) и „Как да си дресираш дракон“ (2010) с Дийн Деблоа, „Круд“ (2013) с Кърк ДеМико и „Дивото зове“ (2020). Известен е също със създаването и озвучаването на героя Стич в поредицата „Лило и Стич“.

## Ранен живот
Сандърс е роден на 12 март 1962 г. в Колорадо Спрингс, САЩ. Завършва гимназията в Арвада, Колорадо и Калифорнийския институт на изкуствата през 1984 г.
През февруари 2020 г. е съобщено, че Сандърс ще се завърне като гласа на Стич в игралния римейк на „Лило и Стич“.

## Личен живот
Сандърс е женен за Джесика Стийл-Сандърс. Заедно написват илюстрирания роман Rescue Sirens: The Search for the Atavist (2015).
Според един от създателите на „Финиъс и Фърб“, Дан Повърмайър, Сандърс има дъщеря на име Никол.

## Филмография
- „Спасителите в Австралия“ (1990)
- „Красавицата и Звяра“ (1991)
- „Аладин“ (1992)
- „Цар лъв“ (1994)
- „Мулан“ (1998)
- „Фантазия 2000“ (1999)
- „Лило и Стич“ (2002)
- „Как да си дресираш дракон“
- „Круд“ (2013)
- „Как да си дресираш дракон 2“ (2014)
- „Как да си дресираш дракон: Тайнственият свят“ (2019)
- „Дивото зове“ (2020)
- „Круд: Нова епоха“ (2020)
- „Дивият робот“ (2024)